# Bania

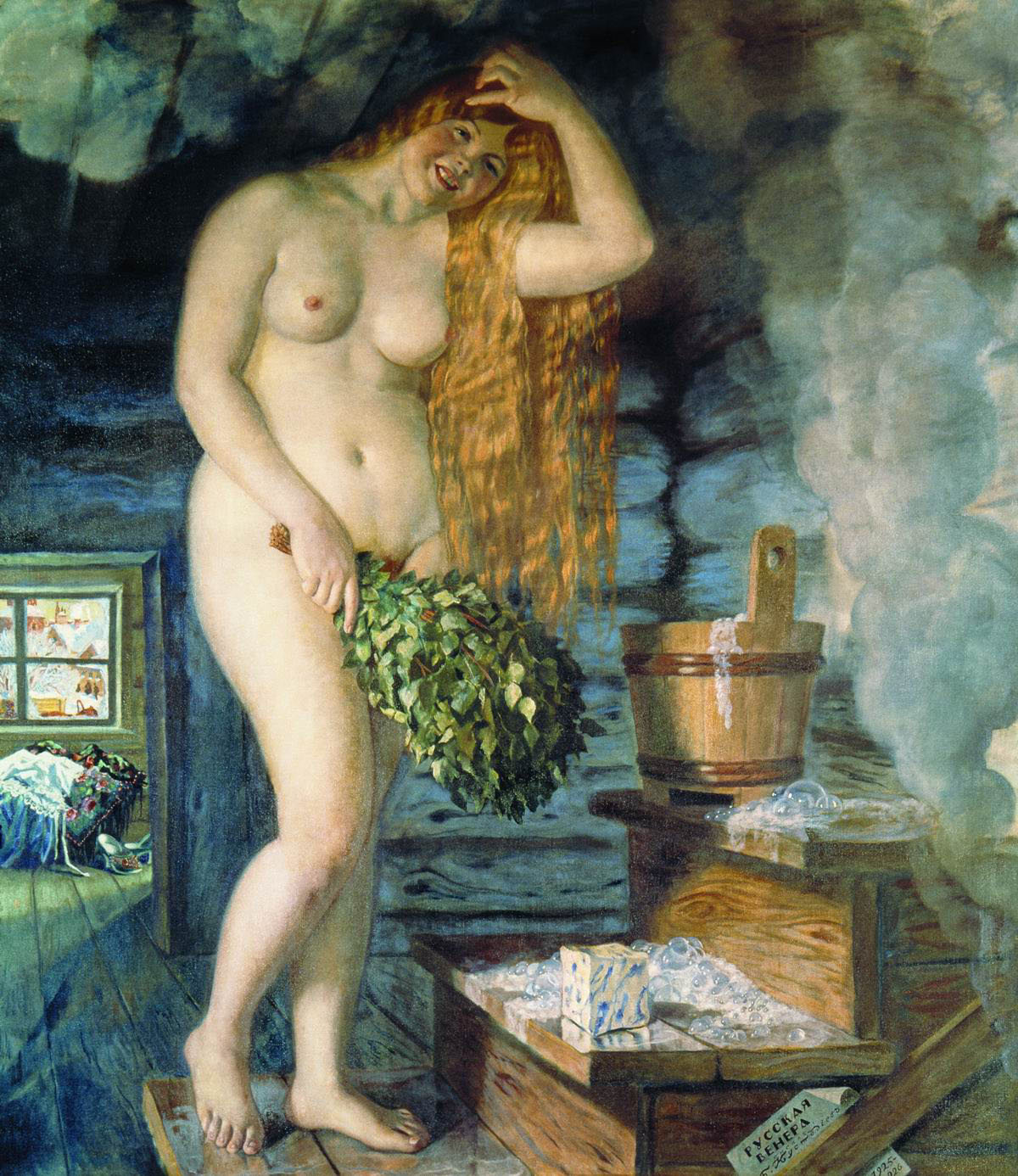
Representação em meados da década de 1920 de uma bania rural pelo artista russo Boris Kustodiev: Vénus russa (armada com vassoura de bétula)

Bani (em russo:  баня, pronúncia russa: [ˈbanʲə] (escutarⓘ)) é originalmente um banho de vapor eslavo oriental com um fogão a lenha. É considerada uma parte importante da cultura russa com raízes eslavas. O banho é realizado em uma pequena sala ou prédio projectado para sessões de calor seco ou húmido. O vapor e o calor alto fazem os banhistas transpirar.
Na língua russa, a palavra bania também pode se referir a um balneário público, o mais historicamente famoso sendo o Sanduny (Sandunovskie bani).

## História
Uma menção à bania é encontrada no Crônica de Radzivill na história da vingança da princesa Olga pelo assassinato do seu marido, o príncipe Igor, pela tribo eslava de Drevlianos em 945. O líder dos drevlianos tinha esperanças de se casar com a viúva Olga e enviou mensageiros para discutir a ideia. “Quando os drevlianos chegaram, Olga ordenou que preparassem um banho para eles e disse: ''Lavem-se e venham até mim.'' A casa de banhos foi aquecida e os desavisados drevlianos entraram e começaram a se lavar. Os homens [de Olga] fecharam a casa de banhos atrás deles e Olga deu ordens para incendiá-la das portas, de modo que os drevlianos fossem todos queimados até a morte."
Uma descrição inicial da bania vem da Crónica Primária Eslava Oriental de 1113. De acordo com a Crónica, ou como foi chamada por seus autores, A História dos Anos Passados, o apóstolo André visitou os territórios que mais tarde se tornariam a Rússia e a Ucrânia durante a sua visita às colónias gregas no Mar Negro. Supostamente, acreditava-se que o apóstolo André atravessou as terras eslavas orientais a partir da foz do rio Dniepre, passando pelas colinas nas quais Quieve seria mais tarde fundada, e foi tão ao norte quanto a antiga cidade de Nogovárdia Magna.
"É maravilhoso relatar", disse ele, "eu vi a terra dos eslavos e, enquanto estava entre eles, notei as suas casas de banho de madeira. Eles aquecem-nos ao calor extremo, depois despem-se e, após se ungirem com sebo, eles tomam juncos jovens e açoitam os seus corpos. Na verdade, eles atacam-se com tanta violência que mal escapam com vida. Em seguida, eles encharcam-se com água fria e, portanto, são revividos. Eles não pensam em fazer isso todos os dias e, na verdade, infligem essa tortura voluntária a si mesmos. Eles fazem do ato não uma mera lavagem, mas um verdadeiro tormento."

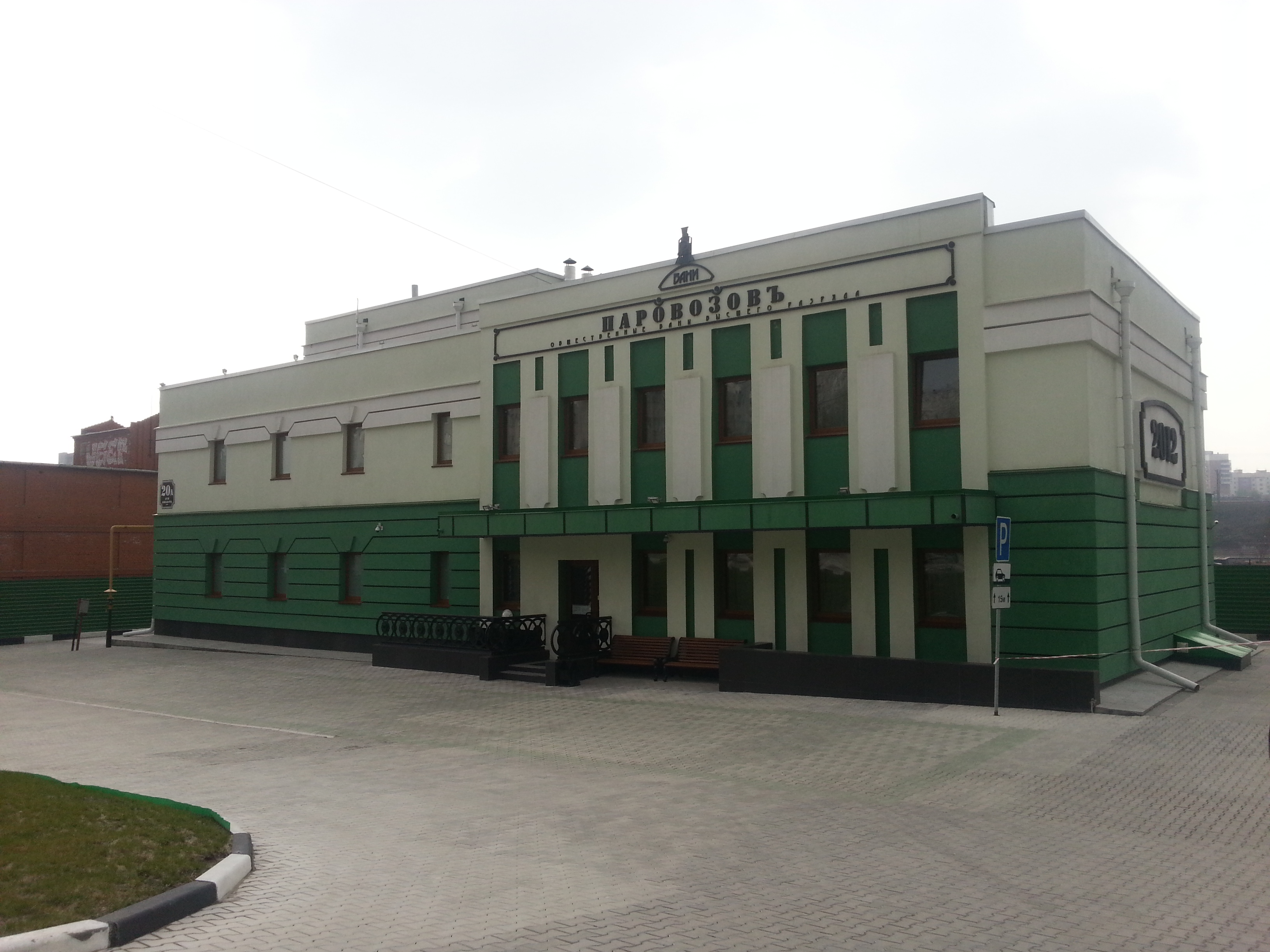
Parovozov, banhos públicos VIP em Novosibirsk

As casas de banho originais eram independentes, estruturas de madeira baixas dependentes de um fogo aceso em seu interior para fornecer calor. Um fogão em um canto é feito de grandes pedras redondas que, quando aquecidas, são levantadas com barras de ferro e colocadas em uma cuba de madeira. Uma vez aceso o fogo, o banhista remove o fogo e expele o fumo antes de iniciar o banho. Daí a fuligem e o termo "banhos negros" (chernaia bania).

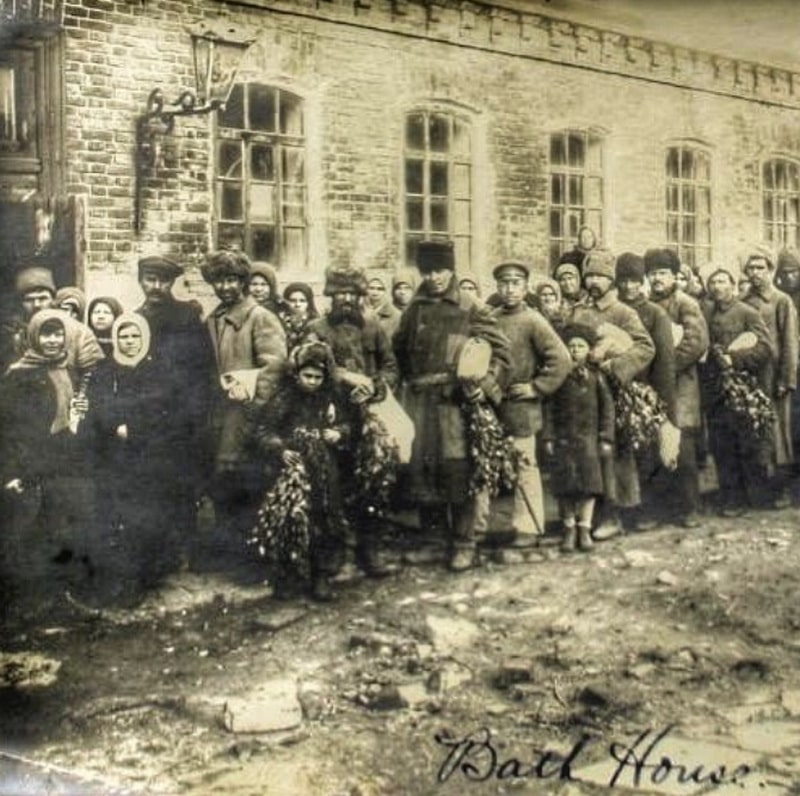
Fila no banho
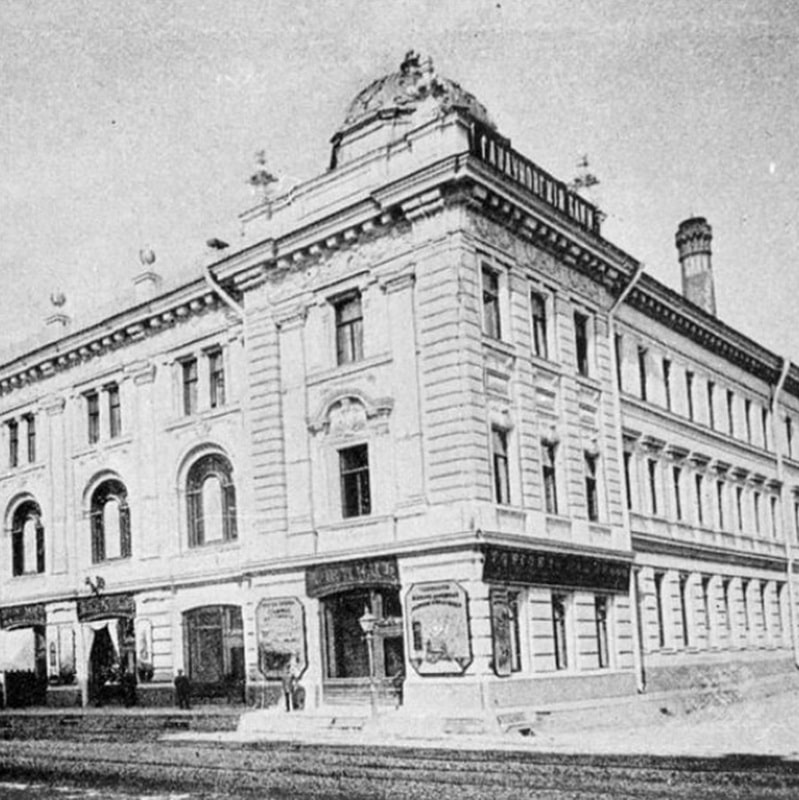
Banho Sanduny
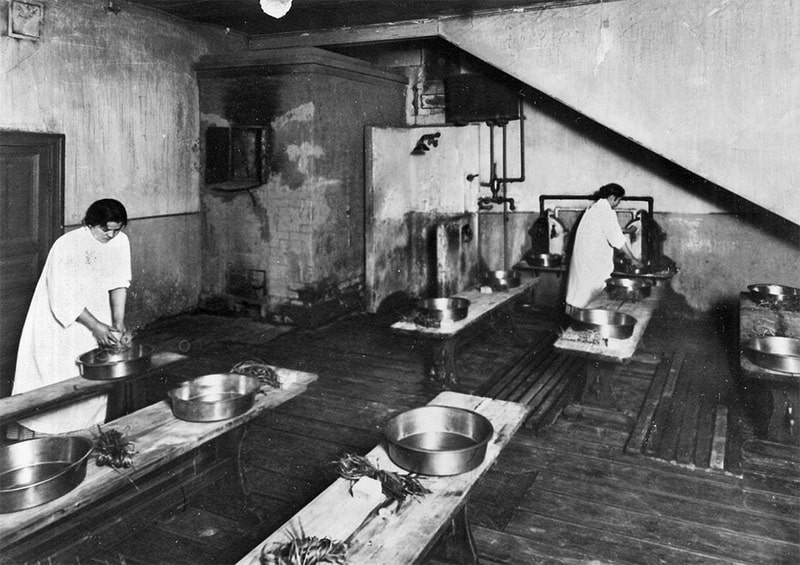
Balneário do Instituto da Mulher de 1911
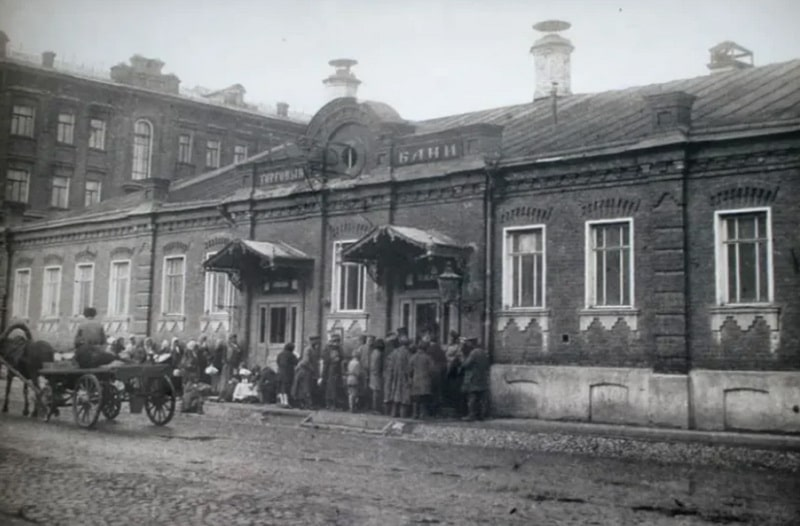
Banho Seleznevskie

## Significado cultural na cultura Russa
Desde os tempos antigos, o bania é considerado um importante ponto de ligação na cultura russa. Ao longo da história da Rússia, a bania foi usada por todas as classes sociais da sociedade russa, incluindo moradores e pessoas nobres. Os banhos comunais eram muito comuns nas aldeias e cidades. Também é usado actualmente como um local de encontro de empresários e políticos russos.

## Construção

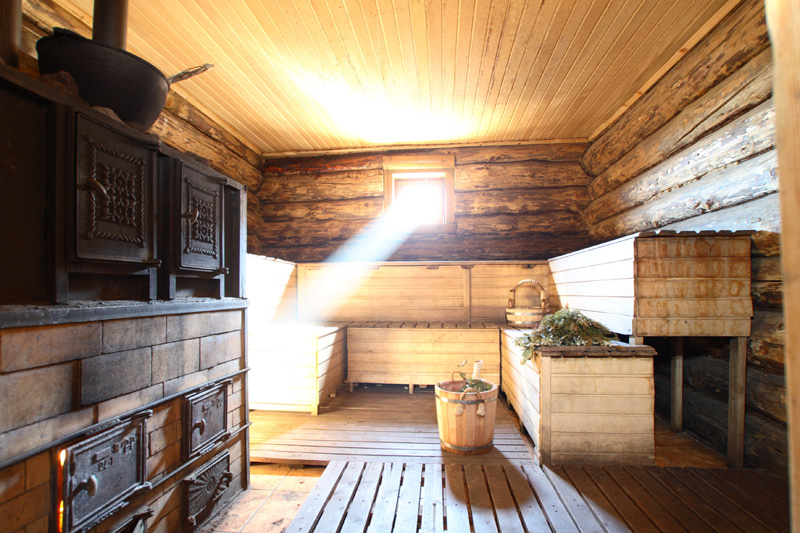
Interior de uma bania russa moderna

Os edifícios banias podem ser bastante grandes, com várias áreas balneares ou cabanas de madeira simples, como as tradicionais saunas finlandesas. As banias russas geralmente têm três quartos: uma sala de vapor, uma sala de lavagem e uma sala de entrada. A sala de entrada, chamada de predbannik (предбанник) ou pré-banho, tem ganchos para pendurar roupas e bancos para descansar. A sala de lavagem possui torneira de água quente, que utiliza água aquecida pelo fogão da sala de vapor e uma vasilha ou uma torneira de água fria para misturar com a água quem para que fique com uma temperatura confortável para a lavagem. O aquecedor possui três compartimentos: uma caixa de fogo que é alimentada a partir da sala de entrada, a câmara de pedra, que tem um pequeno furo para o escoamento da água e um tanque de água na parte superior. A parte superior do tanque de água geralmente é fechada para evitar que o vapor se infiltre na bania. A água de um balde ao lado do fogão é despejada sobre as pedras aquecidas no fogão. Existem bancos de madeira em toda a sala. As pessoas entram na sauna quando o fogão está quente, mas antes que a água seja despejada nas pedras. Acredita-se que suar bem protege e condiciona a pele do vapor.

### Banias pretas e banias brancas
Numa "bania preta" (ou, mais precisamente, "via negra", по-чёрному), o fumo escapa por um orifício no tecto, enquanto que nas "banias brancas" ("via branca", по-белому) existem canos de escape para liberar o fumo. No primeiro caso, o fumo que escapa escurece a madeira interior da bania. Ambos os estilos são caracterizados por seixos rolados, bolas de argila e grandes caldeirões para a água quente, bem como fogões de pedra com tanque para aquecer a água. A lenha é geralmente de bétula. Uma bania preta é mais rudimentar do que uma bania branca.

### Pokhodnaiaou banias de caminhada

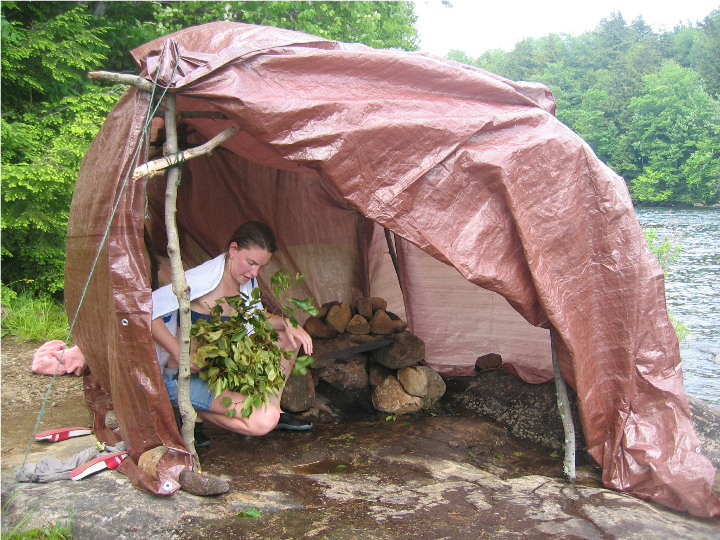
Bania de caminhada

A pokhodnaia bania (походная баня) ou "banias de caminhadas", é popular entre os militares russos, montanhistas e pessoas que viajam por longos períodos em ambientes hostis. Consiste em um forno de pedra montado em uma pequena tenda improvisada. As banias de caminhada geralmente são feitas perto da margem de um lago ou rio, onde muitas pedras grandes e redondas estão disponíveis para construir o forno da bania e há bastante água fria disponível para o banho. Grandes pedras são transformadas em um forno circular em forma de cúpula, com um a quatro metros de diâmetro e meio a um metro de altura, de modo que sobra espaço no interior para fazer uma grande fogueira. A lenha é queimada durante várias horas neste fogão improvisado até que as pedras na superfície da pilha fiquem tão quentes que a água derramada sobre elas se transforma em vapor. Ao redor da pilha, um espaço é coberto com lona para formar uma pequena tenda e a bania está pronta quando fica muito quente por dentro e há muito vapor. Veniks frescos podem ser cortados de bétulas ou carvalhos próximos e os banhistas podem se revezar para se refrescar na água gelada da montanha.

## Ritual do banho
As temperaturas da bania frequentemente ultrapassam 93 graus Celsius e os chapéus de feltro ou lã são normalmente usados para proteger a cabeça deste calor intenso e o cabelo de um ponto que pode causar queimaduras ao contacto.  É comum sentar-se em uma pequena esteira trazida para dentro da bania para proteger a pele nua da madeira quente e das unhas dos bancos internos, e por razões de higiene. Na Rússia, chapéus de feltro especiais são comummente vendidos em conjuntos com luvas de feltro, junto com extractos para inclusão na água do vapor. O uso de extractos de ervas caseiros e de  cerveja é comum. O absinto seco também pode ser pendurado nas paredes. Cachos de ramos secos e folhas de bétula branca, carvalho ou eucalipto (chamados de banny venik, банный веник, "bania besom") são comummente usados para massagens e para facilitar a transferência de calor do ar quente para o corpo. Os ramos secos são humedecidos com água muito quente antes de serem utilizados. Às vezes, no verão, são usados ramos frescos. Às vezes, em vez de secar o venik, ele é congelado no verão, quando tem folhas frescas, e depois descongelado antes de usar. Nos banhos judeus da Europa central, os Schmeis eram usados no lugar dos ramos de bétula: longos pincéis feitos de ráfia.
Depois que o primeiro bom suor é induzido, costuma-se refrescar-se com a brisa ao ar livre ou mergulhar na água fria ou em um lago ou rio. No inverno, as pessoas podem rolar na neve sem roupas ou mergulhar em lagos onde buracos foram abertos no gelo. Em seguida, a bania é reentrada e pequenas quantidades de água são espirradas nas rochas. Se muita água for usada de uma vez, o vapor ficará frio com uma sensação pegajosa. Uma pequena quantidade de água em rochas suficientemente quentes evaporará rapidamente, produzindo um vapor que consiste em pequenas partículas de vapor. Agitar o venik causa calor convectivo. O segundo suor é geralmente a primeira vez que o venik é usado, mas algumas pessoas esperam até a terceira sessão.

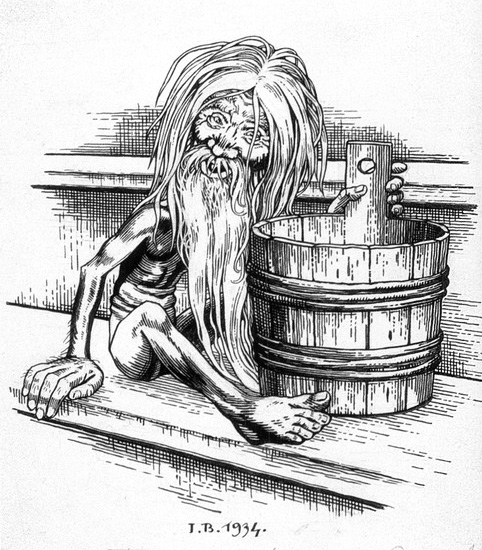
Bannik, o espírito do balneário eslavo

Após cada suor, repete-se o refresco e os fregueses aproveitam o intervalo para beber cerveja, chá ou outras bebidas, jogar ou relaxar em boa companhia na antecâmara da sala de vapor. As banias comerciais comuns normalmente têm três quartos: uma sala de vapor que se abre para uma grande área com chuveiros, bancos de pedra e, às vezes, pequenas piscinas que são precedidas por uma grande sala seca para se vestir. As banias podem ter um bar para as pessoas tomarem alguns drinks ou mesmo uma refeição leve depois.

## Banias e mitologia eslava oriental
Na mitologia eslava, especificamente na mitologia eslava oriental, cada bania é habitada pelo espírito de casa de banhos eslavo Bannik. Ele é descrito como um homenzinho enrugado com cabelo branco rebelde e uma barba longa e desgrenhada, unhas compridas e mãos peludas. Ele mora atrás do fogão e o seu temperamento é considerado muito caprichoso. Por causa da luz fraca na bania, ele às vezes era considerado até malicioso. Dizia-se que, com raiva, ele podia atirar água a ferver ou até mesmo incendiar a casa de banhos. Ele gosta de espiar banhistas, principalmente mulheres despidas. Ele tem a habilidade de prever o futuro. Um o consultou ficando com as costas expostas na porta entreaberta da casa de banhos. Se o futuro prediz o bem, ele acaricia as costas com amor, nas más perspectivas ele agarra as costas com suas garras.